# Саадани (национальный парк)
Национальный парк Саадани (англ. Saadani National Park) — национальный парк Танзании, расположенный на востоке страны на берегу Индийского океана. Находится в северо-восточной части региона Дар-эс-Салам, северная граница парка совпадает с границей региона.

## Физико-географическая характеристика

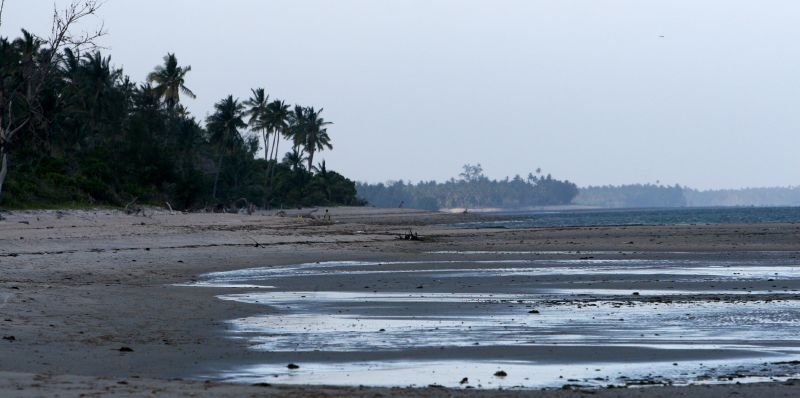
Пляжи парка

Парк расположен в 100 км к северо-западу от Дар-эс-Салама и на таком же расстоянии к юго-востоку от Танга. В 40 км на восток от него находится остров Занзибар.
Национальный парк Саадани является единственным парком страны на побережье. Основным источником пресной воды является река Вами. Климат парка горячий и влажный.
В 1969 году был создан охотничий резерват Саадани. При его создании проводились консультации со старейшинами местных деревень и была выплачена компенсация за потерю ферм. При создании национального парка в 2005 году к нему были присоединены ряд земель, включая реку Вами и лес Заранинге. На этих землях расположено несколько деревень, а также крупное ранчо по разведению скота с множеством дамб, которое работало с 1952 по 2000 годы. Лес Заранинге до этого находился под управлением всемирного фонда дикой природы.

## Флора и фауна

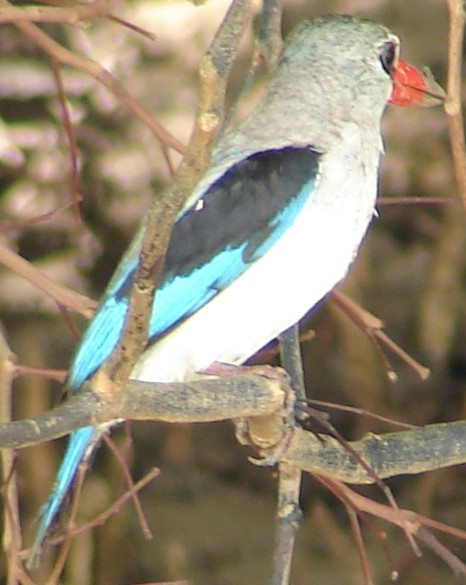
Мангровая альциона в парке

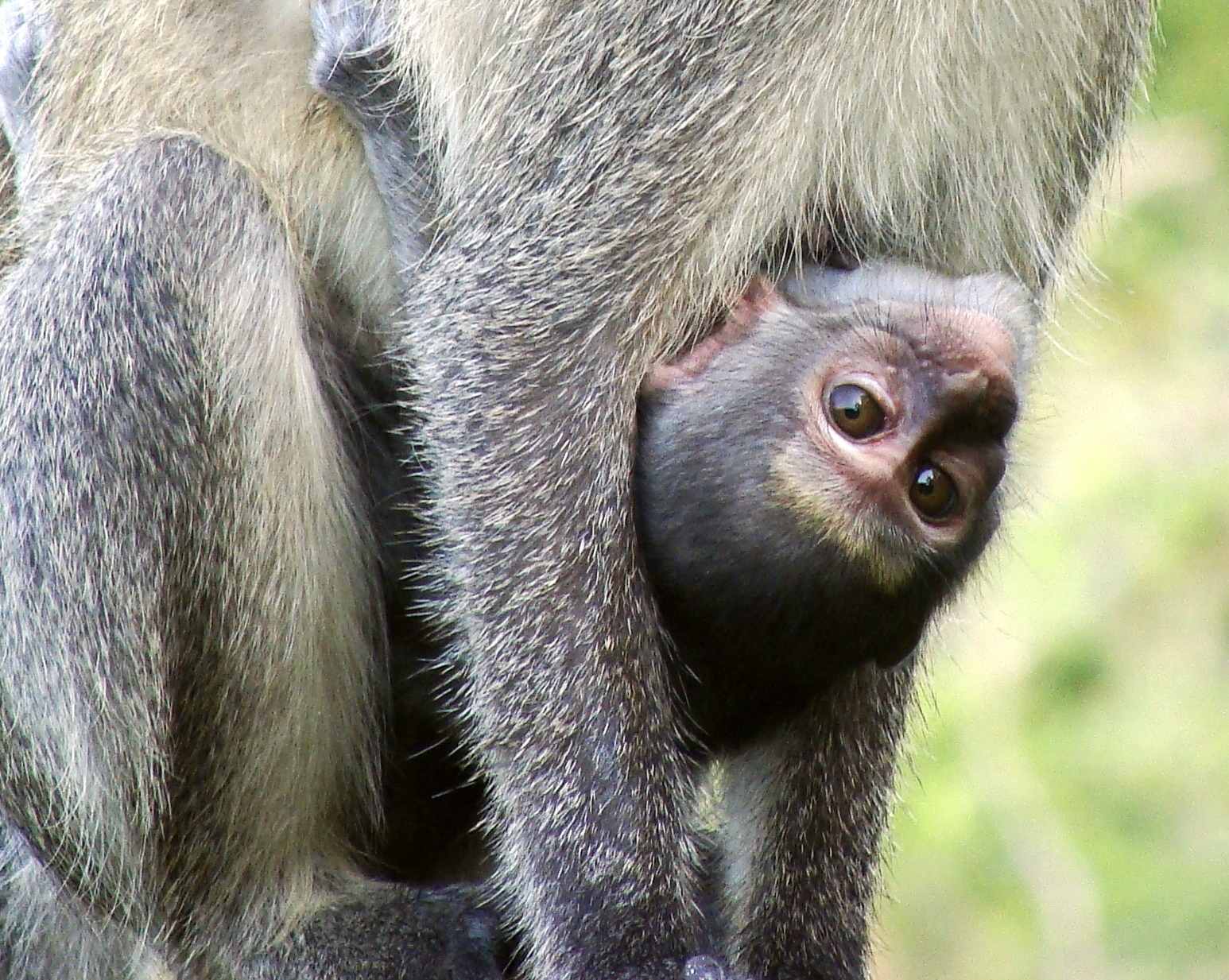

На территории парка преобладают вечнозелёные мангровые леса. Они могут расти и на берегу океана и в глубине, в долине реки Вами. Около воды встречаются бегемоты (Hippopotamus amphibius), нильские крокодилы (Crocodylus niloticus). В лесу обитают слоны (Loxodonta africana), леопарды (Panthera pardus), большие куду (Tragelaphus strepsiceros), суни (Neotragus moschatus). Кроме того, в парке много обезьян и птиц. Слабо изученные береговые леса отличает высокий уровень эндемизма. На побережье можно встретить одну из самых крупных черепах Chelonia mydas, которая выходит на берег откладывать яйца.
Саванна на территории парка относится к трём типам: саванна с высокой травой (высотой до 2 метров) и пальмовыми деревьями, саванна с низкой травой (раньше на её месте были плантации сезаля) и скудные глинистые почвы. Здесь водятся буйволы (Syncerus caffer caffer), бубалы Лихтенштейна (Alcelaphus buselaphus lichtensteinii), водяные козлы (Kobus ellipsiprymnus), редунки (Redunca redunca), пустынные бородавочники (Phacochoerus aethiopicus), жирафы (Giraffa camelopardalis tippelskirchi) и многие другие.